# Малий Несвітай
Малий Несвітай (розмовне Несвітаєвка) — річка у Ростовській області Росії, ліва й найбільша притока Великого Несвітая (сточище Тузлової, правої притоки Аксаю, правого рукава Дону). Довжина 48 км. Площа сточища — 356 км².
У верхів'ях річки розташоване місто Новошахтинськ. Річка сильно звивиста.
Річкова система: Малий Несвітай → Великий Несвітай → Тузлова → Аксай → Дон.

## Течія

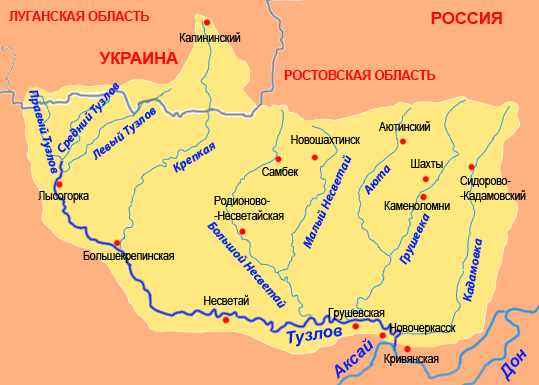
Сточище Тузлової

Малий Несвітай бере початок на південному схилі Донецького кряжа, на півночі міста Новошахтинска, вулиці Барикадній. Висота джерела 200 метрів над рівнем моря. Тече на південь, спочатку відхиляючись на схід утворюючи дугу. Далі приймає праворуч річку Джельменту. Потім біля села Алексєєвка повертає на південно-південно-захід. Впадає в річку Великий Несвітай у 18 км від її гирла, на північ від хутора Гребцово. Річка тече рівниною степу. Споруджено ставки (найбільший — нижче Новошахтинська 47°44′15″ пн. ш. 39°56′15″ сх. д. / 47.73750° пн. ш. 39.93750° сх. д.).
Річка протікає територією Октябрського та Родіоново-Несвітайського районів Ростовської області, та територією Новошахтинського міського округу (Новошахтинська).

## Водний режим
Річка досить маловодна, протягом повільне, в посушливі роки влітку пересихає.
Малий Несвітай у верхів'ї розгалужується на ряд великих балок, якими виходить багато маловодних джерел. Правою притокою Джельмента у річку спускаються шахтні води Несвітаєвської копальні в кількості 15-20 л/сек (0,015—0,02 м3/сек).

## Історія
Річка згадується в Статистичному описі землі Донських Козаків складеного в 1822—32 роках:
б) Річки, що віддають води свої Аксаю: З правої сторони: 2) Тузлов. В неї впадають з лівої сторони: з) Великий Несвітай, приймає в себе Бургусту й Малий Несвітай.

## Сточище річки
- Малий Несвітай
  - б. Солона — (п)
  - б. Бугрова — (л)
  - б. Кам'яна — (л)
  - Джельмента — (п)

## Населені пункти
- місто Новошахтинськ
- хутір Новопавловка
- село Алексєєвка
- хутір Шевченко
- хутір Авілов
- хутір Великий Должик